# Sayed Badreya
Sayed Badria (en arabe: سيد بدرية), né en 1957, est un acteur et scénariste égyptien.

## Biographie
Avant un début de carrière poussif, l’acteur Sayed Badria, ayant du mal à trouver des rôles en arrivant à Hollywood, s’était fait pousser une barbe en devenant le stéréotype du terroriste. En effet, dans les années suivant le 11 septembre, les rôles donnés aux acteurs d’origine arabe aux États-Unis étaient très souvent ceux de terroristes. Il put ainsi décrocher son premier rôle dans un film majeur Iron Man.

## Filmographie

### Comme acteur
- 1994 : Stargate, la porte des étoiles, de Roland Emmerich : Interprète arabe
- 1996 : Independence Day, de Roland Emmerich
- 2000 : Les Rois du désert, de David O. Russell : Major Iraquien
- 2000 : Révélations, de Michael Mann : Chef du Hezbollah
- 2002 : L'Amour extra-large, de Bobby Farrelly et Peter Farrelly : Pediatre
- 2003 : T for Terrorist, d'Hesham Issawi : Sayed / Le terroriste
- 2004 : Homeland Security (téléfilm), de Daniel Sackheim : Jamaitja
- 2007 : AmericanEast, d'Hesham Issawi : Mustafa Marzouke
- 2008 : Iron Man, de Jon Favreau : Abu Bakar
- 2008 : Rien que pour vos cheveux, de Dennis Dugan : Hamdi
- 2008 : W. : L'Improbable Président, d'Oliver Stone : Saddam Hussein
- 2012 : The Three Stooges de Peter et Bobby Farrelly : Orderly
- 2012 : The Dictator de Larry Charles : Omar
- 2012 : Just Like a Woman de Rachid Bouchareb, téléfilm : Tarek
- 2013 : My Movie Project : Large Man
- 2015 : Boiling Pot : Anwar Seif
- 2020 : Vanguard : Abati

### Comme scénariste
- 2007 : AmericanEast, d'Hesham Issawi

### Séries télévisées
- 1993 : Seinfeld : L'homme étranger (saison 5, épisode 13)
- 2001 : Alias (saison 1, épisode 4)
- 2005 : Numb3rs : Sayed Malik (saison 2, épisode 18)
- 2006 : The Unit : Commando d'élite : un commandant afghan (saison 1, épisode 1)